# Дилхајм
Дилхајм (њем. Dielheim) општина је у њемачкој савезној држави Баден-Виртемберг. Једно је од 54 општинска средишта округа Рајн-Некар. Према процјени из 2010. у општини је живјело 8.920 становника. Посједује регионалну шифру (AGS) 8226010.

## Географски и демографски подаци
Дилхајм се налази у савезној држави Баден-Виртемберг у округу Рајн-Некар. Општина се налази на надморској висини од 138 метара. Површина општине износи 22,7 km². У самом мјесту је, према процјени из 2010. године, живјело 8.920 становника. Просјечна густина становништва износи 393 становника/km².